# Bülowsvej
Bülowsvej er en gade på Frederiksberg i København, der går fra Gammel Kongevej i forlængelse af Madvigs Allé til Åboulevard i forlængelse af Brohusgade. Den vestlige side domineres af Københavns Universitets Frederiksberg Campus med den store hovedbygning fra 1895. På den østlige side ligger et af Danmarks ældste parcelhuskvarterer.

## Historie
Gaden er opkaldt efter Ladegårdens inspektør Frederik Christoffer Bülow. Da demarkationslinjen blev flyttet fra Jagtvej til Søerne i 1852 erhvervede han store arealer, både mellem Ladegårdsåen og Gammel Kongevej på Frederiksberg og ved Blågård på Nørrebro. Området på Frederiksberg udstykkede han i grunde med servitutter gældende til 1925, der sikrede, at de kun blev brugt til lave private villaer. Bülow foreslog, at H.C. Ørsteds Vej blev forlænget hele vejen til Gammel Kongevej, men det blev forkastet. I stedet anlagde han Bülowsvej på sin egen jord og opkaldte den efter sig selv.
I 1858 blev Den Kongelige Veterinær- og Landbohøjskoles nye hovedbygning opført på den vestlige side af gaden til erstatning for den gamle ved Sankt Annæ Gade på Christianshavn. I 1864 blev Vestbanen til Roskilde omlagt, så den kom til at krydse gaden. I 1902 åbnede Paul Bergsøe en metalvarefabrik på den østlige af gaden ved jernbanen. Den blev revet ned i 1945. Jernbaneoverskæringen forsvandt, da banen blev omlagt til sit nuværende forløb i 1911.

## Bygninger og beboere
Den mest bemærkelsesværdige bygning er hovedbygningen for Københavns Universitets Frederiksberg Campus i nr. 17. Dets nuværende udseende skyldes en udvidelse tegnet af Johannes Emil Gnudtzmann i 1895. Nord for den gamle hovedbygning, på den anden side af Thorvaldsensvej, er Copenhagen Plant Science Centre under opførelse. Det kommer til at bestå af fire cylinderformede bygninger tegnet af Lundgaard & Tranberg.
I nr. 27 ligger DTU Veterinærinstituttet, en del af DTU, der forsker i infektiøse dyresygdomme. Instituttet er resultatet af en fusion mellem Den Kongelige Veterinær- og Landbohøjskoles Serumlaboratorium (grundlagt i 1908) og Statens Veterinære Institut for Virusforskning (grundlagt i 1926) i 2002 under navnet Danmarks Veterinærinstitut. Det har været en del af DTU siden 1. januar 2007.
Den neobarokke etageejendom i nr. 40 ved hjørnet af Rosenørns Allé er fra 1905 og tegnet af Axel Preisler og Povl Baumann.
Området på den østlige side af gaden udgør Danmarks ældste kvarter af parcelhuse. Det omfatter blandt andet sidegaderne Uraniavej, Lindevej, Kastanievej og Amalievej.